# Tyre Phillips
Tyre Jerel Phillips (Grenada, Misisipi, 29 de enero de 1997) más conocido como Tyre Phillips, es un jugador profesional estadounidense de fútbol americano que se desempeña en la posición de offensive tackle en New York Giants, equipo de la National Football League (NFL).

## Carrera
Fue seleccionado en la tercera ronda en la Reunión Anual de Selección de Jugadores de la NFL de 2020. Hizo su debut profesional con el equipo Baltimore Ravens, en el cual jugó tres temporadas (2020-2022), luego pasó a New York Giants, donde lleva jugando dos temporadas.